# Waterpolo op de Olympische Zomerspelen 1920
Waterpolo is een van de sporten die beoefend werden tijdens de Olympische Zomerspelen 1920 te Antwerpen.

## Mannen
De twaalf deelnemende landen speelden een knock-outtoernooi. Hierna was er nog een toernooi om de tweede plaats waaraan de landen konden deelnemen die van de winnaar hadden verloren. Vervolgens was er ook nog een toernooi om de derde plaats, hieraan konden de landen deelnemen die van de winnaar en de nummer twee hadden verloren.

### Voorronde
| Spanje    | - | Italië            | 1 - 1    |
| Zweden    | - | Tsjecho-Slowakije | 12 - 0   |
| Frankrijk | - | Brazilië          | 1 - 1    |
| België    | - | Zwitserland       | 11 - 0   |
| Spanje    | - | Italië            | forfait¹ |
| Brazilië  | - | Frankrijk         | 5 - 1²   |

¹Replay, Italië kwam niet opdagen, Spanje naar de kwartfinales.

²Replay.

### Kwartfinales
| Verenigde Staten | - | Griekenland | 7 - 0 |
| Groot-Brittannië | - | Spanje      | 9 - 0 |
| Zweden           | - | Brazilië    | 7 - 3 |
| België           | - | Nederland   | 2 - 1 |

### Halve finales
| Groot-Brittannië | - | Verenigde Staten | 7 - 2 |
| België           | - | Zweden           | 5 - 3 |

### Finale
| Groot-Brittannië | - | België | 3 - 2 |

### Om de tweede plaats
| Verenigde Staten | - | Spanje           | 5 - 0 |
| België           | - | Verenigde Staten | 7 - 2 |

### Om de derde plaats
| Zweden | - | Nederland        | 9 - 1 |
| Zweden | - | Verenigde Staten | 5 - 2 |

### Om de vijfde plaats
| Nederland   | - | Tsjecho-Slowakije | 6 - 1 |
| Griekenland | - | Italië            | 6 - 1 |

### Eindrangschikking
| rang   | land             |
| ------ | ---------------- |
| Goud   | Groot-Brittannië |
| Zilver | België           |
| Brons  | Zweden           |
| 4      | Verenigde Staten |
| 5      | Nederland        |